# Kathedraal van de Ontslapenis van de Moeder Gods (Chabarovsk)
De Kathedraal van de Ontslapenis van de Moeder Gods (Russisch: Собор Преображения Господня) is een Russisch-orthodoxe kathedraal in de Russische stad Chabarovsk. De kathedraal staat op de plaats waar in 1930 de oude kathedraal door militante atheïsten werd gesloopt.

## Geschiedenis
De geschiedenis van een kathedraal begon in 1876. Een onbekende weldoener schonk het bisdom een forse donatie om een kathedraal te bouwen die gewijd werd aan de ontslapenis van de Moeder Gods. De bouw kon beginnen in 1883 en eindigde in 1889. Op 16 december 1890 kon de kathedraal worden ingewijd. Na de wijding werd de kathedraal verder verfraaid. In 1902 werden een toren, twee kapellen en een hoge halfronde apsis toegevoegd aan de kathedraal. In 1905 was de kerk volledig voltooid. De kathedraal zou precies een kwarteeuw blijven staan.
Na de Oktoberrevolutie pakten zich donkere wolken boven de kathedraal samen. In november 1929 werd de sloop van de kerk voorgesteld. Op 2 februari 1930 werd de kerk gesloten voor de eredienst. In de daaropvolgende maanden werden klokken en kruisen verwijderd. In juni werd de onmiddellijke sloop verordonneerd, aangezien de kathedraal volgens de bolsjewistische overheid geen enkele architectonische waarde vertegenwoordigde. De vrijgekomen bakstenen zouden worden gebruikt voor de woningbouw.

## De nieuwe kathedraal
In de late jaren 80 werd er voor het eerst gesproken over herbouw van de kathedraal. In 1996 werd de bouw van de kathedraal opgenomen in omlijnde plannen voor het historisch herstel van de stad. Tijdens een bezoek van de patriarch van Moskou en heel Rusland werd op de plek van de verwoeste kathedraal een Goddelijke liturgie gevierd. Nog hetzelfde jaar werd een begin gemaakt met de bouw van de nieuwe kathedraal. Het gestileerde gebouw is een ontwerp van Joeri Podlesni, een lokale architect. Op 19 oktober 2002 werd de 60 meter hoge kathedraal met vijf koepels plechtig ingewijd.